# Rhythm Is Love – Best Of
Rhythm Is Love – Best Of é um álbum de estúdio de 2004 lançado por Keziah Jones. Foi lançado pela Virgin Records, e foi co-produzido por Jones, Kevin Armstrong, e Ron Saint Germain. Foi precedido por Black Orpheus Limited Edition.